# Roman Skrzypczak (duchowny)

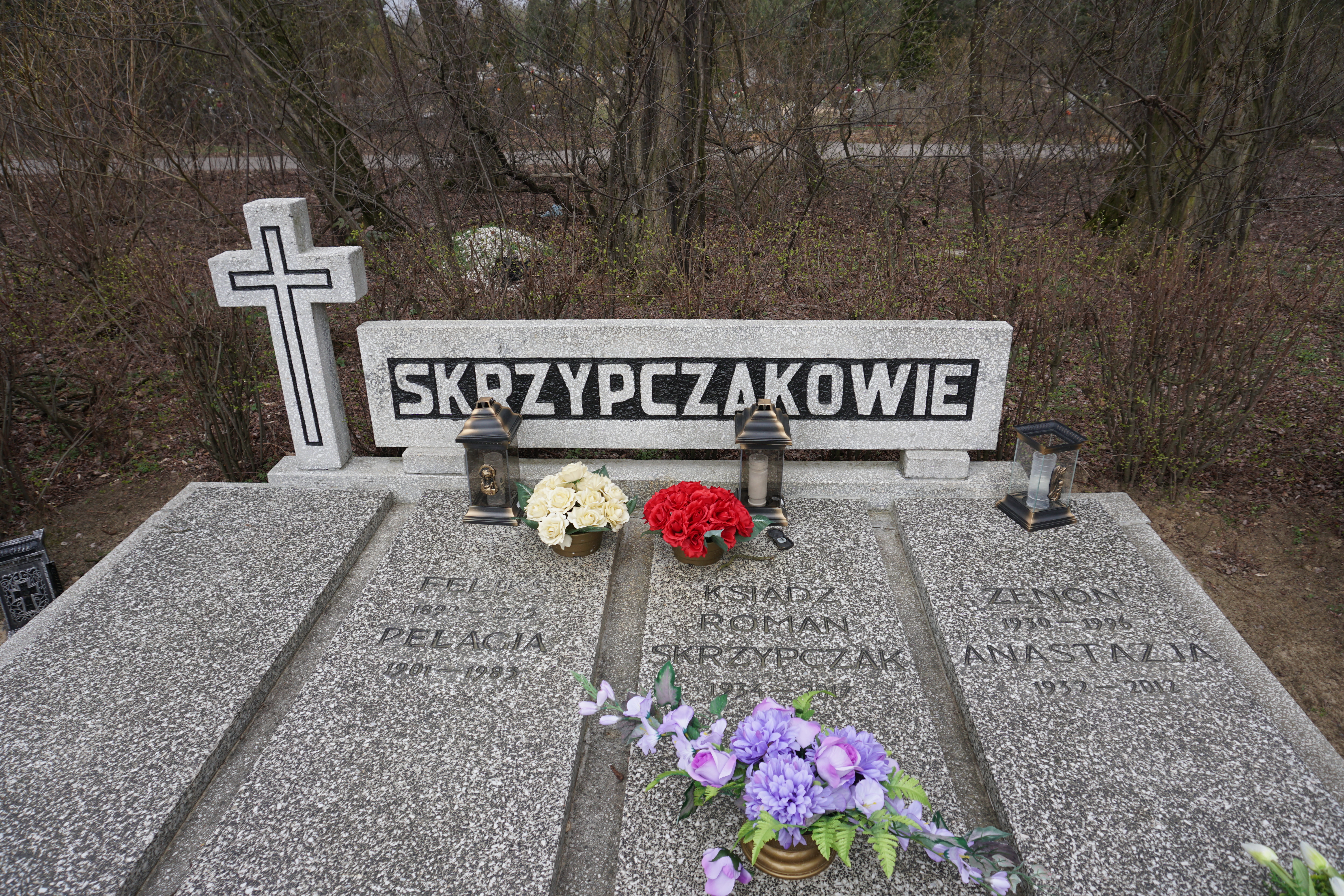
Grób ks. Romana Skrzypczaka na cmentarzu Miłostowo w Poznaniu

Roman Skrzypczak (ur. 12 stycznia 1934, zm. 11 stycznia 2017) – polski duchowny Kościoła Polskokatolickiego w Rzeczypospolitej Polskiej oraz działacz ekumeniczny.

## Życiorys
W latach 50. XX wieku wstąpił do zakonu Ojców Jezuitów, a dwuletni nowicjat odbył w Kaliszu. Po złożeniu ślubów zakonnych wiedzę humanistyczną pogłębiał w Kolegium Jezuickim w Starej Wsi na tzw. „Humaniorach”. Po powołaniu do odbycia zasadniczej służby wojskowej, pełnił ją przez dwa lata w Warszawie, zaś po jej zakończeniu przystąpił do Kościoła Polskokatolickiego i podjął studia  filozoficzno-teologiczne. Święcenia kapłańskie otrzymał 29 czerwca 1963 w Katedrze św. Ducha w Warszawie z rąk bp. Maksymiliana Rodego.
Po święceniach był wikariuszem w parafii pw. św. Kazimierza w Poznaniu, a następnie proboszczem parafii pw. Matki Boskiej Nieustającej Pomocy oraz dziekanem dekanatu poznańskiego. Był także członkiem Rady Synodalnej. Z czasem po zniesieniu innych parafii polskokatolickich w Poznaniu został proboszczem jedynej parafii pw. św. Kazimierza. Przez 12 lat pełnił funkcję przewodniczącego Poznańskiego Oddziału Polskiej Rady Ekumenicznej, był również członkiem Poznańskiej Grupy Ekumenicznej utworzonej przy Kurii Arcybiskupiej Kościoła Rzymskokatolickiego w Poznaniu.
Zmarł 11 stycznia 2017 i został pochowany na cmentarzu Miłostowo w Poznaniu (pole 40, kwatera 4, rząd A, grób 3).

## Wybrane odznaczenia
- Złoty Krzyż Zasługi[1],
- Srebrny Krzyż Zasługi[1],
- Brązowy Krzyż Zasługi[1],
- Złoty Krzyż Biskupa Franciszka Hodura[1],
- Brązowy Krzyż Biskupa Franciszka Hodura[1]